# Cyornis superbus
Cyornis superbus là một loài chim trong họ Muscicapidae.